# エリック・ジョンストン
エリック・アレン・ジョンストン（Eric Allen Johnston, 1896年12月21日 - 1963年8月22日）は、経営者、全米商工会議所会頭、共和党活動家、アメリカ映画協会（MPAA）会長、、アメリカ政府特別プロジェクト行政官、民主党および共和党両政権の特使である。MPAA会長としては組織名を簡略化し、1947年にニューヨークのウォルドルフ＝アストリア・ホテルで映画会社幹部による非公開会議を招集をした末にウォルドルフ声明を発表してハリウッド・ブラックリストを引き起こし、また映画製作規約を慎重に自由化したことで知られる。彼は1963年に亡くなるまでMPAA会長を務めた。

## 生い立ち
米国聖公会信者であるジョンソンは「エリック・ジョンソン」（"Eric Johnson"）の名でワシントンD.C.で生まれた。父は薬剤師であり、ジョンストンが1歳の時にモンタナ州メアリーズビルに家族で移住した。1905年、一家はワシントン州スポケーンに移った。1911年に両親が離婚すると母のアイダは自身と息子の姓を「ジョンストン」（"Johnston"）に変更した。
ジョンストンはワシントン大学に通ってシータ・デルタ・カイ友愛会に入会し、1917年に卒業した。この間に彼は沖仲仕、新聞のスポーツコラムニスト、図書館員、靴のセールスマンとして働いた。

## キャリア
アメリカ合衆国が第一次世界大戦に参戦するとジョンストンはアメリカ海兵隊に入隊した。彼は少尉に任官し、1918年にワシントン大学で予備役将校訓練部隊の隊長となった。大尉に昇進すると彼はロシア革命ではアメリカ外征軍シベリアと共に戦い、また北京市の駐在武官に任命された。ジョンストンは若干の官話を習得し、アジアを広く旅し、中国通貨での投機に成功した。
北京滞在中にジョンストンは何者かに暴行された。彼は頭蓋骨を骨折した上に副鼻腔感染症や肺の病気を患い、1922年に健康上の理由で兵団を除隊となった。ジョンストンはスポケーン]に戻り、長年の恋人だったアイナ・ヒューズと結婚した。掃除機のセールスマンとなった彼は太平洋岸北西部最大の独立系家電販売業であるパワー・ブラウン社を買収した。1924年に新たにブラウン＝ジョンストン・カンパニーと名称を改め、さらに電化製品・鉄工・ガラス製品のメーカーであるドアー＝ミッチェル・エレクトリック社を買収した。
ジョンストンは1931年にスポーケン商工会議所の会頭に選出された。彼は倒産したワシントン・ブリック・アンド・ライム社の常務管財人となって救い出し、同社の会長となった。ジョンストンはまた地域の電気工事業者であるウェイン＝バーナビー・カンパニーの社長に就任した。

### 全米商工会議所
地域の実業家として頭角を現した全米商工会議所で活動するようになった。1933年に税制委員会に任命され、1934年に理事、1941年には副会頭に選出された。ジョンストンは若い穏健派の企業経営者の反乱により、年配の保守的な候補者数名を押しのけて商工会議所の会頭となった。ジョンストンはアメリカ労働総同盟や産業別組合会議との対立を避けて労使協調を主張した。ジョンストンは第二次世界大戦中にストライキを行わないという誓約をするよう労働連盟を説得した。
1940年にジョンストンはワシントン州より連邦上院議員選挙に共和党から出馬したが得票率18%で2位に終わった。
1941年、ジョンストンは史上最年少で1年任期の会頭に選出され、その後3度再選された。1942年にジョンストンは会頭に就任した。彼はまた当時の大統領のフランクリン・D・ルーズベルトの下で経済開発委員会、戦争人員委員会、戦争動員・再転換委員会といった戦時中のいくつかの委員会で委員を務めた。1943年にジョンストンはルーズベルトから米州開発委員会の委員長に任命された。彼はラテンアメリカを広く視察し、戦時下はアメリカが保護するつもりであることを各国首脳に再認識させた。
1944年、ソビエト連邦指導者のヨシフ・スターリンはジョンストンをロシア視察に招いた。ジョンストンはこれに同意し、ルーズベルトは彼をアメリカ使節に任命した。ジョンストンはソ連に1ヶ月近く滞在し、またアメリカの外交官として初めてソ連の中央アジア共和国を歴訪した。ジョンストンはまたW・アヴェレル・ハリマン大使が信任状を提出していない間に3時間にわたってスターリンと会談した。
ジョンストンは1945年に米国商工会議所会頭を退任した。

### MPAA
1946年にジョンストンはアメリカ映画協会（MPAA）の前身であるアメリカ映画製作者・配給者協会（Motion Picture Producers and Distributors Association, MPPDAA）の会長に就任した。就任後すぐに彼は名称をアメリカ映画協会（Motion Picture Association of America）へと変更した。
ジョンストンは1963年に亡くなるまでMPAAで働き続けた。その後3年の候補者捜しを経て1966年にジャック・ヴァレンティが後任となった。

#### ハリウッド・ブラックリスト
1947年9月、映画産業は共産主義者が映画に共産主義的なメッセージを入れることを許可していると下院非米活動委員会から疑いをかけられて激しい批判を受けるようになった。MPAA会員の赤狩りや政府の検閲を恐れたジョンストンはブラックリストの制定に同意した。
1947年11月25日、ジョンストンはニューヨークのウォルドルフ＝アストリア・ホテルで47の映画会社幹部との非公開会議を実施し、「ウォルドルフ声明」を作成した。ジョンストンはハリウッド・ブラックリストの始まりとなる2ページにわたるプレスリリースを発表した。

#### ヘイズ・コード
MPAA在任中にジョンストンはヘイズ・コードを緩やかに自由化した。彼はまた海外映画史上におけるアメリカの大きシェアを確保し、アメリカ映画の上映に関する制限を軽減するための主要な取り組みに従事した。

### 政府による任命
1951年1月、ジョンストンはハリー・S・トルーマン大統領によってアラン・ヴァレンタインの後任として経済安定化局の管理者に任命された。ジョンストンはその職を数ヶ月だけ続けた。
1953年、ドワイト・D・アイゼンハワー大統領はイスラエル、ヨルダン、シリア間の水紛争に対処する「アメリカ合衆国大統領特別代表」に任命した。彼はヨルダン渓谷統一水計画の交渉を通して中東の水問題の解決に取り組んだ。
1958年、ジョンストンはソ連を訪れてニキータ・フルシチョフ首相と面会した。1959年にフルシチョフが18日間にわたってアメリカ合衆国を訪問した際にジョンストンはワシントンD.C.とカリフォルニア州の両方で彼をもてなした。

## 私生活と死去
ジョンストンはアイナ・ハリエット・ヒューズ（Ina Harriet Hughes）と結婚し、娘を2人もうけた
1940年大統領共和党予備選挙の際にジョンストンはウェンデル・ウィルキーを支持した。
1963年、MPAA会長在任中あったジョンストンは6月17日にワシントンD.C.で脳卒中を発症した。彼はジョージ・ワシントン大学病院に入院し、7月4日に2度目の脳卒中を発症した。彼は8月5日に昏睡状態に陥り、1963年8月22日に66歳で死去した。

## 受賞歴
- 1947年: 大統領メリット勲章（英語版）[1]

## 影響
ジョンストンはナット・シーガロフ、ダニエル・M・キンメル、アーニー・ライスマンが脚本を手がけた舞台『The Waldorf Conference』に重要なキャラクターとして登場する。この作品は1947年のウォルドルフ会議とハリウッド・ブラックリストの開幕をフィクション化して描いている。

## 外部文献
- "Asks Rule on Jobs for Communists." New York Times. November 20, 1947.
- Bachrach, Fabian. "Eric Johnston Dies." New York Times. August 23, 1963.
- Canby, Vincent. "A New Movie Code Ends Some Taboos." New York Times. September 21, 1966.
- "The Censors." Time. January 11, 1954.
- Cronin, Patrick M. The Evolution of Strategic Thought. New York: Routledge, 2008.
- Crowther, Bosley. "New Czar on the Job." New York Times. May 1, 1966.
- Dart, Peter. "Breaking the Code: A Historical Footnote." Cinema Journal. 8:1 (Autumn 1968).
- Doherty, Thomas. "A New Lobbyist to Represent Hollywood… Why They Need One." Boston Globe. July 8, 2004.
- Edgerton, Ralph A. "The Eric Johnston Story." The Pacific Northwesterner. 33:4 (Fall 1989).
- "Eric Johnston Has Stroke." Associated Press. July 5, 1963.
- "Eric Johnston in Coma." Associated Press. August 5, 1963.
- "Film Industry to Ban 'Known Communists.'" New York Times. November 22, 1947.
- "Film Leaders to Map Communist Policy." New York Times. November 25, 1947.
- Frankel, Max. "U.S., Soviet Agree to Film Exchange." New York Times. October 10, 1958.
- "From the Word Factory." Time. January 31, 1949.
- "Heads Film Export Unit." Associated Press. October 2, 1945.
- "Johnston Leaving Defense Job Nov. 30." New York Times. November 16, 1951.
- Lawrence, W.H. "Soviet Is Pictured As Big U.S. Market." New York Times. June 20, 1944.
- Loftus, Joseph A. "Johnston Is Named Stabilizing Chief." New York Times. January 20, 1951.
- "Milestones." Time. August 30, 1963.
- "Movies Pledge Aid in Inquiry on Reds." New York Times. September 30, 1947.
- "Movies to Oust Ten Cited For Contempt of Congress." New York Times. November 26, 1947.
- "Old Movie Taboos Eased in New Code For Film Industry." New York Times. December 12, 1956.
- "'Political' Blacklisting in the Motion Picture Industry: A Sherman Act Violation." Yale Law Journal. 74:3 (January 1965).
- Reston, James B. "Johnston Extols Soviet Peace Aim." New York Times. July 14, 1944.
- Schary, Dore. Heyday: An Autobiography. Boston: Little, Brown, 1979.
- Schumach, Murray. "Khrushchev Sets Hollywood Agog." New York Times. September 10, 1959.
- Shapland, Greg. Rivers of Discord: International Water Disputes in the Middle East. New York: C. Hurst & Co. Publishers, 1997.
- "Surprise for Mr. Roosevelt." Time. June 29, 1942.
- Tower, Samuel A. "Critics of Film Inquiry Assailed, Disney Denounces 'Communists'." New York Times. October 25, 1947.
- Tower, Samuel A. "Film Men Admit Activity By Reds." New York Times. October 21, 1947.
- Zeiler, Thomas W. Free Trade, Free World: The Advent of GATT. Wilmington, N.C.:  University of North Carolina Press, 1999. ISBN 0-8078-2458-5
- "The Waldorf Conference." A play about the Waldorf Conference led by Eric Johnston in 1947. Accessed June 17, 2007.
- Full text of the Waldorf Conference Statement. Hollywood Renegades Archive, Cobblestone Entertainment. No date. Accessed June 17, 2007.
- "Longines Chronoscope with Eric Johnston" - Internet Archive
- Newspaper clippings about エリック・ジョンストン in the 20th Century Press Archives of the ZBW

| 非営利団体                 | 非営利団体                         | 非営利団体                  |
| -------------------------- | ---------------------------------- | --------------------------- |
| 先代 ウィリアム・H・ヘイズ | アメリカ映画協会会長 1945年-1963年 | 次代 ジャック・ヴァレンティ |